# Der blaue Express (2005)
Der blaue Express (Originaltitel: The Mystery of the Blue Train) ist eine Langfolge aus der zehnten Staffel der britischen Fernsehserie Agatha Christie’s Poirot aus dem Jahr 2005 von Hettie Macdonald. Es ist die Verfilmung des gleichnamigen Romans von Agatha Christie aus dem Jahr 1928. Die Erstausstrahlung erfolgte in den USA bereits im Dezember 2005, im Vereinigten Königreich hingegen erst am 1. Januar 2006.

## Handlung
Hercule Poirot begibt sich an Bord des Luxuszugs „Train Bleu“. Er ist auf dem Weg an die Französische Riviera und hat bereits am Abend zuvor im Hotel einige Mitreisende kennen gelernt. Im Zug trifft er auf die amerikanische Neureiche Ruth Kettering, die am darauffolgenden Morgen erwürgt und mit zertrümmertem Gesicht in ihrem Abteil aufgefunden wird. Pikant dabei ist, dass die Ermordete am Abend ihr Abteil mit einer gewissen Katherine Grey tauschte, die ihrerseits reich geerbt hat. Während Poirot beginnt zu ermitteln und zu Gast in der Villa einiger Mitreisender ist, wird auf eben jene Katherine Grey ein Mordanschlag verübt, dem sie nur knapp entgeht. Poirot sieht sich mit etlichen Verdachtsmomenten konfrontiert.
Letztlich entpuppt sich der Mord an Ruth Kettering als gut verschleierter Rubinraub, der von ihrer Bediensteten gemeinsam mit dem Assistenten ihres Vaters verübt wurde. Poirot überführt die Täter in einer Schlussszene, die der letzten Szene von Mord im Orient-Express stark ähnelt.

## Drehorte
Nizza (Musée des Beaux-Arts), Menton (Villa Maria Serena, Rue de Bréa, Basilique Saint-Michel-Archange und Palais Carnolès), Beaulieu-sur-Mer (Les Salons De La Rotonde), Paris, London (Sheraton Park Lane Hotel und Freemasons’ Hall), Peterborough (Nene Valley Railway und Wansford Station)

## Änderungen zur Romanvorlage
Der Mörder stirbt am Ende des Films, im Roman wird er verhaftet. 

## Belege
1. ↑   Freigabebescheinigung für Der blaue Express. Freiwillige Selbstkontrolle der Filmwirtschaft, Mai 2012 (PDF; Prüfnummer: 133 072 V).